# Oficerska Szkoła Służby Geograficznej

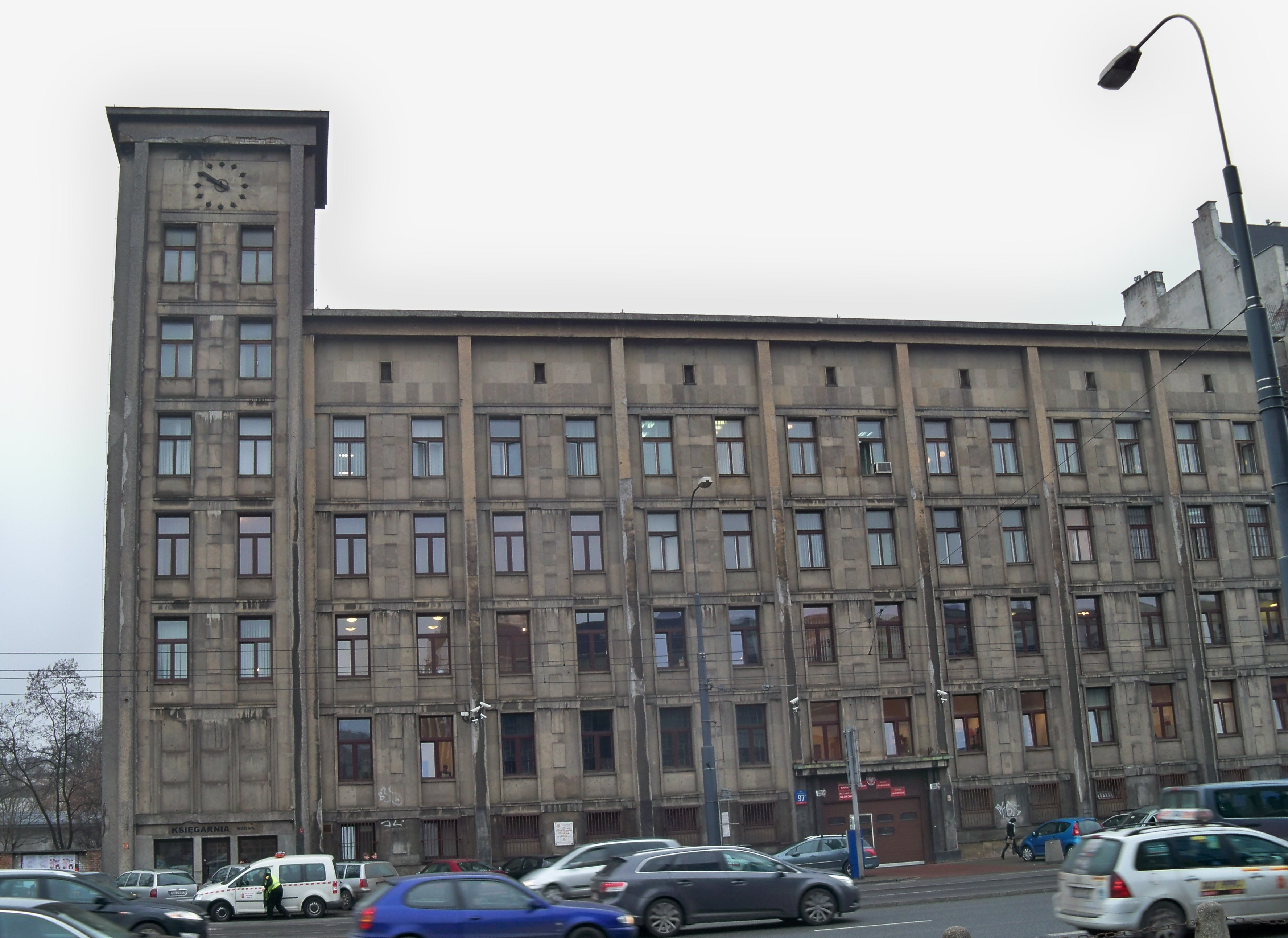
Budynek Wojskowego Instytutu Geograficznego, siedziba OSSG

Oficerska Szkoła Służby Geograficznej (OSSG) – szkoła Wojska Polskiego kształcąca oficerów służby geograficznej.

## Formowanie
Szkoła powstała na podstawie rozkazu Nr 0148/org. Ministra Obrony Narodowej z dnia 22 maja 1947 r., w strukturze (etat Nr 29/3) i w siedzibie Wojskowego Instytutu Geograficznego - Aleje Jerozolimskie 97 w Warszawie. 
Kadrę dydaktyczną stanowili pracownicy Wojskowego Instytutu Geograficznego oraz pracownicy naukowi Politechniki Warszawskiej i Uniwersytetu Warszawskiego. W szkole kształcono 28 oficerów, którzy objęci zostali szkoleniem specjalistycznym i praktycznym.
WIG i OSSG rozformowana została 31 maja 1949 r. na podstawie rozkazu Nr 091/org. Ministra Obrony Narodowej z dnia 29 kwietnia 1949 r. Wspomniany rozkaz w ogóle nie wspominał o 28 oficerach - słuchaczach szkoły. Pozostali oni "poza etatem". Na wniosek płk. Michała Chilińskiego, ówczesnego szefa Oddziału IX Topograficznego SG WP, słuchacze OSSG zaliczeni zostali do składu zmiennego nowo powstałej Oficerskiej Szkoły Topografów w Warszawie, jako "drugi rocznik". Szkolenie tych oficerów zakończone zostało w pierwszej połowie listopada 1949 r. Absolwenci nie otrzymali żadnych dokumentów potwierdzających ukończenie szkoły.

## Komendanci
- ppłk Edward Buźkiewicz (1947-1948)

## Kadra dydaktyczna szkoły
- ppłk Bolesław Władysław Tuora[a] - wykładowca geometrii i zastępca komendanta WIG ds. technicznych
- ppłk Antoni Rudolf Zawadzki-Rogala[b]  – wykładowca fotogrametrii
- ppłk Bronisław Dzikiewicz – wykładowca geodezji i astronomii
- ppłk Kozłowski - zastępca komendanta szkoły ds. polit.-wych.
- mjr Józef Lechicz-Celica – zastępca komendanta szkoły ds. polit.-wych. (od stycznia 1948 r.)
- mjr Bronisław Słupeczański vel Podjadek[c] - wykładowca topografii
- mjr Franciszek Stanisław Nowicki[d] – wykładowca topografii
- mjr Tadeusz Bukład - wykładowca wojskowo-geograficznego opisu terenu i pełniący obowiązki komendanta szkoły (1948-1949)
- mjr inż. Józef Chabros - wykładowca algebry
- mjr inż. Bolesław Gawryś - wykładowca trygonometrii, pierwszy komendant OST
- mjr pil. Eugeniusz Stankiewicz - wykładowca matematyki
- mjr inż. Kazimierz Wojan - wykładowca kartografii matematycznej
- kpt. Włodzimierz Oniszczyk (oficer WP II RP) - wykładowca kreślarstwo
- kpt. mgr Feliks Osowski - wykładowca historii kartografii
- dr Stanisław Pietkiewicz (Uniwersytet Warszawski) - wykładowca geografii i geologii
- inż. Zygmunt Musiatowicz - wykładowca geomagnetyzmu, optyki i instrumentoznastwa
- inż. Czesław Wyszogrodzki (Politechnika Warszawska) - wykładowca miernictwa i pomiarów miejskich